# Solidarismo
El solidarismo es una filosofía política defendida, originalmente por el diputado francés radical Léon Bourgeois, quien desarrolló inicialmente esta corriente de pensamiento en su libro Solidarité, publicado en 1896.
El solidarismo sostiene que la solidaridad, definida como «la responsabilidad recíproca que se establece entre dos o más personas» o incluso un «vínculo fraterno que obliga a todos los seres humanos entre sí, haciéndose nuestro deber ayudar a los de nuestros semejantes que se encuentran en desgracia» sea un pilar fundamental en la definición del interés público.
La filosofía de la solidaridad, según Bourgeois, puede favorecer la construcción de «una república de la mano extendida contra el puño cerrado, de la reciprocidad, regla suprema de la vida común, contra la caridad reducida a piedad activa». Fue en nombre de la solidaridad que defendió el principio del impuesto sobre sucesiones, el impuesto sobre la renta y el establecimiento de una pensión para los trabajadores.
A principios del siglo XX, René Demogue, profesor de derecho, fue uno de los impulsores del solidarismo de Léon Bourgeois.
Tuvo cierta influencia también en otros países como Alemania e Italia, y en España entre los krausoinstitucionalistas, como demuestran los fondos bibliográficos del Consejo Económico-Social y de la Universidad Complutense de Madrid.

## El propósito de la filosofía solidarista

### Situado entre el individualismo y el colectivismo
El solidarismo quiere ser la respuesta tanto al liberalismo como al socialismo, y constituir una respuesta tan moderna como el marxismo, inspirándose en estas dos corrientes y superando esta división.
Entre estas dos posiciones, los solidaristas observaron que la burguesía republicana de fines del siglo XIX necesitaba una doctrina.
La Revolución francesa de 1848 y su hundimiento en el bonapartismo del Segundo Imperio puso fin a la gran ilusión abierta por la Revolución de 1789. La generación de 1789 todavía podría tener la ilusión de que todas las potencialidades abiertas por la libertad, la igualdad y la fraternidad republicanas habían sido frustradas por la mano del enemigo y no por los límites propios de la república.
Pero después de 1848, y más aún después de la sangrienta represión de la Comuna de París (28 de mayo de 1871), la República ya no parecía ofrecer una respuesta global a todos los problemas que enfrentaba la vida en sociedad.
Después de 1848, murió la ilusión de que bastaría establecer la libertad por el sufragio universal masculino para establecer la igualdad y la fraternidad entre los hombres.
En 1848 surgió, no un espectro que amenazara acechar a Europa, sino una pregunta que los hombres de la Segunda República dejaron sin respuesta: la cuestión social. A partir de entonces, el ideal republicano será combatido por otro ideal igualitario: el ideal socialista, portado por hombres como Barbès, Blanqui, Louis Blanc o Raspail.
El solidarismo irrigará todo el siglo XX porque impregna los logros prácticos de la Tercera República y reaparece con el programa del Consejo Nacional de la Resistencia a la liberación, aunque su sustrato político ligado al partido radical ya se haya desvanecido. El sistema francés de redistribución a través de los impuestos proviene del programa solidarista, en particular del impuesto sobre la renta (implementado en Francia en 1914) así como de la seguridad social, ya propuesta por Léon Bourgeois.

### El deseo de encontrar una respuesta a la cuestión social
La cuestión social, que el continuo progreso de las libertades públicas no bastará para extinguir, plantea esta ecuación para la democracia. ¿Cómo puede la conquista de la soberanía política, cómo puede una sociedad que en el derecho postula a los hombres como iguales entre sí, modificar muy concretamente las condiciones de vida y reducir las diferencias de fortuna o de condiciones entre ciudadanos igualmente libres? En otras palabras, para los hombres de la Tercera República, ¿cómo se puede responder a los nuevos desafíos derivados de la Revolución Industrial?
La revolución francesa de 1848 con el establecimiento del sufragio universal masculino es una fecha fundamental. A partir de ahora, como señala Jacques Donzelot en L'Invention du social: "Al encontrarse por primera vez, el ideal republicano de igualdad, libertad y fraternidad y la forma democrática dibujada por los contornos del sufragio que pretende ser universal, conducen a la explosión de la ley como instrumento privilegiado de la organización republicana de la sociedad".
Los hombres de la Tercera Reública se verán entonces enfrentados a un nuevo problema: legitimar la intervención del Estado, como expresión de la voluntad general pero en el respeto de la libertad de cada uno.

## El contenido del solidarismo
Las bases teóricas de esta nueva doctrina política son la teoría de la “deuda social” y el “cuasicontrato”, “sobre la observación de que la Revolución Francesa y la Declaración de los Derechos del Hombre y del Ciudadano consagraron un individualismo y proclamaron – dice Léon Bourgeois – una falsa libertad. Pero el hombre no es una abstracción, sino un ser concreto que tiene obligaciones, deberes y que depende de sus relaciones con los demás" (influencia del sociólogo Émile Durkheim).
Así, todo ser está en deuda con aquellos que lo abrieron a la existencia (padres, maestros, sociedad y todos los grupos involucrados). Cada hombre debe por tanto “pagar su deuda” y la solidaridad se convierte en un derecho, pero es también un deber al que el Estado debe legalmente obligar a todos a contribuir, mediante el establecimiento de un impuesto sobre la renta.
Sobre la base de tales obligaciones, Léon Bourgeois propone el establecimiento de un salario mínimo, un sistema de seguro protector (en caso de accidente, enfermedad o desempleo) y educación totalmente pagada con impuestos.

## El impacto del solidarismo

### El renacimiento de la mutualidad francesa
La mutualidad, devuelta a su libertad por la Charte de la Mutualité de 1898 y unificada por la creación de la Fédération nationale de la mutualité française en 1902, debe más a la acción de la izquierda republicana y masónica que a la del movimiento obrero aunque esta reciprocidad todavía resuena con el eco de los ideales revolucionarios perseguidos por Blanqui, Proudhon y algunos otros.
Los padres fundadores, Hippolyte Maze, Jules Arboux, Léopold Mabilleau y Léon Bourgeois, se preocuparon por dotar a esta nueva república emergente de los fundamentos teóricos que le permitirían imponerse de forma duradera frente a sus competidores liberales y marxistas.
En Bélgica, durante la década de 2000, la Union Nationale des mutualités socialistes se inspiró en esta referencia para la elección del nombre de sus fondos mutuos Solidaris.

### Medidas legislativas
Los solidaristas estuvieron entre los defensores de muchas propuestas legislativas, algunas de las cuales fueron adoptadas:
- 1890: Abolición de la "Cartera de Trabajo";[10]
- 1893: Ley que reconoce que "Cualquier francés que no se beneficie de recursos económicos la posibilidad de recibir asistencia médica gratuita en el hogar, o en el hospital, si es necesario";[11]
- 1898: Ley que instituye la indemnización de los trabajadores víctimas de accidentes causados por maquinaria;[12]
- 1901: Proyecto de ley sobre el derecho a la jubilación que da lugar a la ley de 1910 con importantes modificaciones debidas a la oposición conjunta de empresarios y trabajadores.[13]

Las ideas solidaristas también contribuyen a la evolución de las actitudes a favor de la reducción de la jornada de trabajo de las mujeres y los jóvenes.

## Otras perspectivas de solidarismo

### El solidarismo contractual
Uno de los pilares del derecho civil francés, el derecho de las obligaciones, conoce en doctrina un movimiento que promueve la solidaridad contractual con el fin de asegurar la eficacia de la igualdad y la libertad de las partes contratantes. Este movimiento doctrinal fue iniciado por René Demogue a principios del siglo XX.
La doctrina solidarista experimentó un renacimiento en la década de 1990 (Christophe Jamin, Denis Mazeaud) y fue criticada por los defensores de la concepción clásica y liberal del contrato.
El derecho de las obligaciones fue reformado por la Ordenanza N° 2016-131 de 10 de febrero de 2016 que reforma el derecho de los contratos, el régimen general y la prueba de las obligaciones. Una reforma mediante una ordenanza no es objeto de debate parlamentario.

### El solidarismo católico
Fuera de Francia, el solidarismo republicano propuesto, inicialmente, por Léon Bourgeois tuvo menos éxito. Sin embargo, en Alemania, apareció al mismo tiempo otro solidarismo. A diferencia de la solidaridad republicana y laica, se basa en el cristianismo.
La observación que hizo este solidarismo fue la misma: los intereses de todos convergen y el sistema individualista no permite que se albergue la solidaridad. También quería ser una alternativa tanto al liberalismo individualista como al socialismo.
Los católicos solidaristas creen que la solidaridad no debe lograrse a través de las leyes, sino que a través de la evolución de las conciencias en las que la Iglesia desempeñó un papel. Como explicó Ludwig von Mises, para ellos son “las recetas morales, el amor al prójimo, [que] deben determinar a los individuos a cumplir con su deber social”.
Entre los representantes de esta línea de pensamiento, se destaca el jesuita Heinrich Pesch. Esta escuela marcó la doctrina social de la Iglesia católica que sentó las bases de la democracia cristiana en Europa.
Después de la Segunda Guerra Mundial, también en Italia, bajo la influencia del economista Guido Menegazzi, algunos volvieron a interesarse por el solidarismo, especialmente dentro de la Democracia Cristiana, por lo que crearon un “movimiento solidarista”. Sin embargo, fuera de Alemania e Italia, la solidaridad católica tuvo poca influencia.

### El solidaridarismo de extrema derecha
En la década de 1930, en Bélgica, Joris Van Severen fundó un partido, nombrado como el Verdinaso, cuya ideología se denominó como "nacional-solidarista". Era un partido nacionalista flamenco, autoritario y militarista que rechazaba el marxismo y el capitalismo internacional. Estaba relativamente cerca, ideológicamente, del Partido Nacionalsocialista Obrero Alemán o del Partido Fascista Italiano. A pesar del calificativo de “solidarista”, el movimiento estaba muy alejado de la doctrina de Léon Bourgeois, aunque a veces se lo describía como una “versión fascista del solidarismo”.
A partir de 1967, se formó en Francia otra corriente política que se autodenominaba “solidarista”, catalogada por muchos como de extrema derecha, aunque sus miembros refutan esta posición y se dicen fuera de la división derecha-izquierda. Rechazaron el materialismo y se opusieron tanto al “marxismo totalitario” de la Unión Soviética como al “capitalismo internacional” de los Estados Unidos.
En 1975, la Union Solidariste se creó en particular en torno a Jean-Pierre Stirbois y Michel Collinot. Sus militantes procedían en parte del Mouvement Solidariste Français (MSF) y del Mouvement Jeune Révolution (MJR), también “solidaristas”. El discurso del partido incluía la defensa de los trabajadores.
En 1977, la Union Solidariste se unió al Frente Nacional, del que Jean-Pierre Stirbois se convirtió en secretario general en 1981, donde mantuvo una tendencia denominada “solidarista”.
Fuera del Frente Nacional, el solidarismo siguió siendo representado por el Groupe Action Jeunesse (GAJ), cuyo boletín, bajo la dirección de Jean-Gilles Malliarakis, tomó, en 1977, el título de Jeune nation solidariste.
En 1979, el GAJ fue reemplazado por el Mouvement Nationaliste Révolutionnaire (MNR), que siguió reivindicando el solidarismo, y luego dio paso a la Troisième Voie que finalmente se disolvió en 1991. El solidarismo de extrema derecha es uno de los movimientos adscritos al nacionalismo revolucionario.

### De la solidaridad a las ideas del cuidado
Las teorías de la “ética del cuidado”, provenientes del movimiento feminista estadounidense (en particular Carol Gilligan en el trabajo "Una voz diferente" y Joan Tronto en el trabajo "Un mundo vulnerable") pueden ser consideradas como una extensión del solidarismo, en el sentido de que las teorías del cuidado buscan defender el lugar de la mujer en el ejercicio de la solidaridad y buscan hacer el vínculo con las condiciones reales para el ejercicio de la solidaridad y la justicia.

## Teóricos del solidarismo
- Célestin Bouglé
- Léon Bourgeois
- Alfred Fouillée